# Завоевание Кромвелем Ирландии
Завоевание Кромвелем Ирландии — заключительный этап английской колонизации Ирландии: военный конфликт 1649—1653 годов, часть Войны трёх королевств, во время которого силы английского парламента во главе с Оливером Кромвелем вторглись повторно в уже завоёванную ранее Ирландию в качестве реакции на Ирландское восстание 1641 года и основание католической Конфедеративной Ирландии роялистами, побеждёнными в ходе Английской революции. 
Конфликт закончился поражением ирландских войск, конфискацией земель у дворян-католиков, распределением их среди переехавших из Британии протестантов и изданием Акта об обустройстве Ирландии (1652, пересмотрен в 1662).

## Ход кампании
Среди крупных сражений кампании — битва под Ратмайнсом, взятие Дроэды, разграбление Уэксфорда, захват Уотерфорда, Клонмела, Лимерика, Голуэя.

### Битва под Ратмайнсом
Ближе к концу существования Конфедеративной Ирландии, в 1649 году, последним постом английского парламента в Ирландии был Дублин. Ирландские войска собрались в пригороде Дублина Ратмайнсе, готовясь к нападению на сам Дублин, но Майкл Джонс, командующий от англичан, совершил неожиданную атаку, убив 4000 ирландских солдат и захватив 2715 пленников. Кромвель отозвался о данной битве как об удивительной милости, которую нельзя было ожидать; адмирал Роберт Блейк заблокировал флот роялистов в Кинсейле, и Кромвель 15 августа ступил на берег Ирландии с эскадры из 35 кораблей с войсками и снаряжением; Генри Айртон высадился двумя днями позже, с 77 кораблей. Хотя войска Батлера были деморализованы, сам Батлер надеялся на помощь «Полковника Голода и майора Слабости» в случае, если удастся затянуть войну до зимы.

### Взятие Дроэды
Дроэда, город к северу от Дублина, охранялась 3000 солдат войск роялистов и Конфедеративной Ирландии; город был взят штурмом, по приказу Кромвеля были растерзаны католические священники. Одних убили в церкви, других загнали в другой храм и там сожгли заживо. Погибли многие горожане, а глава гарнизона, Артур Астон, был забит «круглоголовыми» до смерти собственной деревянной ногой. Всего погибло около тысячи человек. Взятие города навело ужас на Ирландию, и поныне приводится в пример жестокости Кромвеля; однако есть мнение, что такая жестокость была обыкновенной для войн XVII века.

## Последствия
Завоевание было столь кровавым, что Кромвеля до сих пор ненавидят в Ирландии. Однако вопрос о влиянии на эту жестокость самого Кромвеля, возглавлявшего завоевание лишь в первый год, является дискуссионным. Оценки потерь среди ирландского населения по итогам конфликта варьируются от 15—25 % до радикальных оценок в 50 % и даже 56 %. В 1641 году в Ирландии проживало более 1,5 млн человек, а в 1652 году осталось лишь 850 тыс., из которых 150 тыс. были английскими и шотландскими новопоселенцами.
По итогам завоевания ирландские католики были лишены политических прав, а их земли конфискованы и распределены между английскими и шотландскими поселенцами (в основном ветеранами республиканской армии). С началом Реставрации король Карл II, стремясь опереться на католическое меньшинство, пересмотрел в 1662 году Акт об обустройстве Ирландии и возвратил примерно треть земель, конфискованных Кромвелем, их прежним владельцам. Впрочем, по итогам Якобитской войны 1689—1691 гг. ситуация вновь развернулась в пользу протестантов и последовал новый наплыв колонистов.

## В кино
- Легенда о волках (2020)